# Manuel Ferreira Cabral
Manuel Ferreira Cabral (Chão do Cedro Gordo, São Roque do Faial, Santana, 10 de Fevereiro de 1918 – Braga, 12 de Dezembro de 1981) foi um bispo católico português. Foi ordenado sacerdote, no Funchal, aos 24 anos de idade.

## Formação e percurso académico e científico
Na Diocese do Funchal trabalhou, durante 23 anos, como coadjutor, capelão, professor, jornalista e Vigário Geral.
Doutorou-se em Roma, na Universidade Gregoriana, em Direito Canónico.

## Vida eclesiástica
A 25 de Março de 1965 recebeu a ordenação episcopal, sendo o décimo bispo nascido na Madeira e o primeiro a ser sagrado na Sé do Funchal.
Foi nomeado Bispo Auxiliar de Braga e, dois anos depois (1967), Bispo da Beira, em Moçambique, onde permaneceu cerca de quatro anos. Em Dezembro de 1971, reassumiu o cargo de Bispo Auxiliar de Braga.
Faleceu a 12 de Dezembro de 1981, em Braga, onde se encontra sepultado.

## Vida episcopal

### Bispo auxiliar de Braga (1967–1971)
Bispo Titular de Obbi

### Bispo da Beira, Moçambique (1967–1971)
Na primavera de 1968, o Bispo disse: “A Beira tem a honra de ser a primeira cidade de Moçambique em que as Filhas de São Paulo abriram uma casa. Oro para que o trabalho deles vá bem, forte e vibrante, não só na Beira, mas em todas as cidades e aldeias da província, para que possamos compartilhar o Pão da Palavra com os pequeninos de Deus. Assim ofereceremos a verdade e a justiça a todos aqueles que não procuram a filosofia, que falha, mas o dom perene do Evangelho….”

### Bispo auxiliar de Braga (1972–1981)
Bispo Titular de Dume, Diocese de Dume
D. Manuel Ferreira Cabral, então bispo-auxiliar da arquidiocese de Braga, preside à ordenação do Padre Fernando António da Gama Nogueira a 1 de Outubro de 1972 na igreja matriz da vila de Paredes de Coura (com fotos).

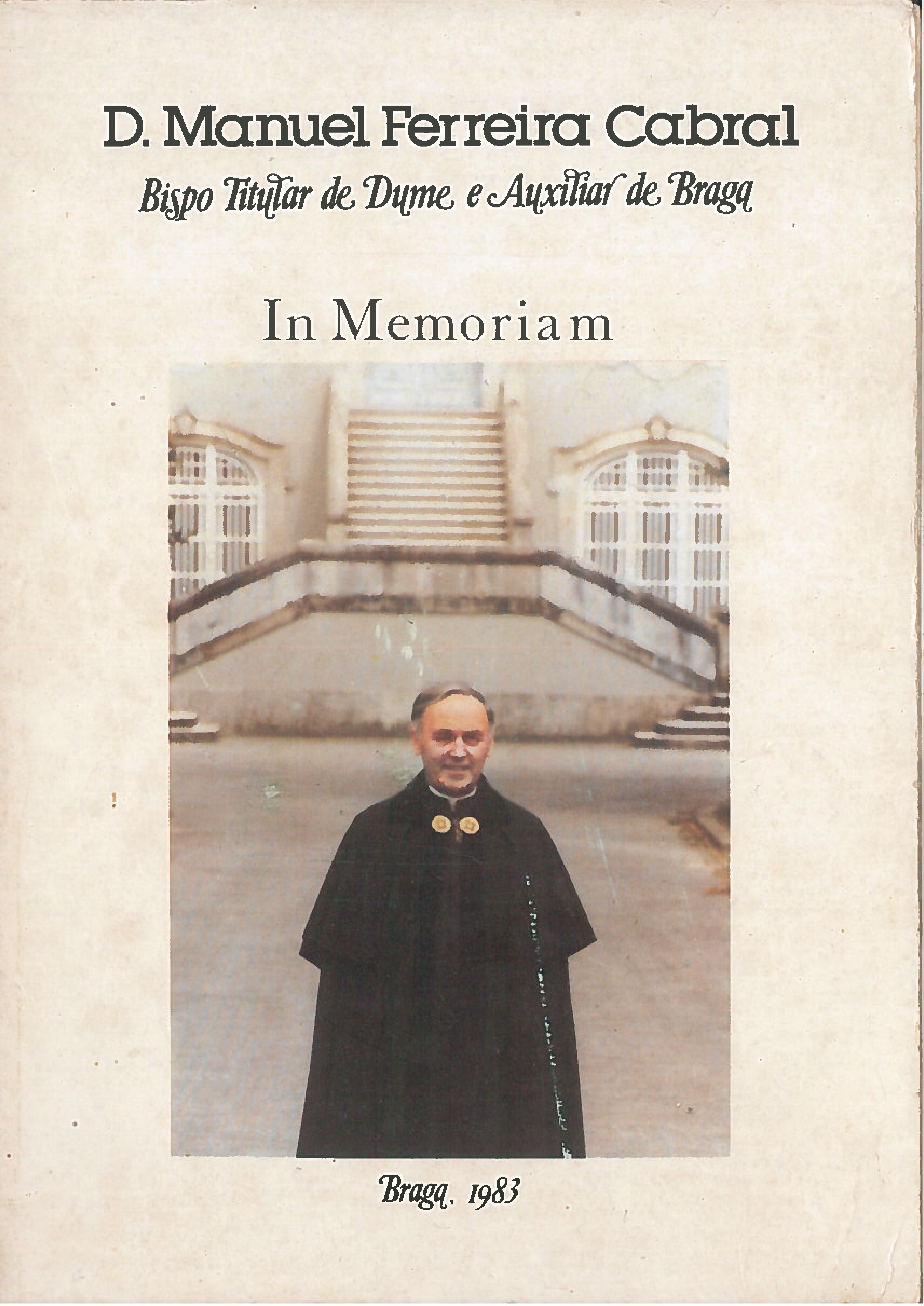